# Bartłomiej Saczuk
Bartłomiej Saczuk (ur. 10 października 1979 w Olsztynie) – polski torowiec, olimpijczyk z Sydney 2000.
Uczestnik mistrzostw świata w roku 1998 podczas których zajął 5. miejsce w sprincie drużynowym (partnerami byli: Grzegorz Trębski, Grzegorz Krejner)
Na igrzyskach w Sydney wystartował w sprincie odpadając w eliminacjach (został sklasyfikowany na 19. miejscu).